# Smirnoff
Smirnoff je světoznámá značka ruské vodky, v současnosti produkovaná britskou společností Diageo. Značka Smirnoff, založená kolem roku 1860 Pjotrem Arseňjevičem Smirnovem (1831–1898), synem negramotných sedláků, začala jako destilérka vodky v Moskvě. V současnosti je tato vodka prodávána ve 130 zemích na světě. Smirnoff vyrábí nejen vodku, ale také různé druhy alkoholických nápojů. V březnu 2006 byla vodka Smirnoff nejprodávanější značkou alkoholu na světě[zdroj⁠?!].

## Historie
Pjotr Arseňjevič Smirnov založil palírnu vodky v Moskvě kolem roku 1860 pod obchodním názvem П. А. Смирнов, postupně si vydobyl pozici uznávaného výrobce a v roce 1886 ovládal dvě třetiny trhu s vodkou v Moskvě. Jeho značku si oblíbil samotný car. Po jeho smrti převzal obchody společnosti Smirnov jeho třetí syn Vladimir Petrovič Smirnov (1875–1934). Společnost prosperovala a produkovala okolo 4 milionů lahví vodky ročně.
Během komunistické revoluce v roce 1917 byla palírna znárodněna a rodina Smirnovů byla nucena uprchnout ze země. Vladimir Smirnov znovuzaložil podnik v roce 1920 v Istanbulu. V roce 1924 se přesunul do tehdy polského Lvova a začal vodku prodávat pod novým, frankofonním názvem "Smirnoff". Značka se opět pozvedla a byla úspěšná po celé Evropě. V roce 1925 byla založena ještě pobočka podniku v Paříži. Roku 1930 podnik koupil Rudolph Kuneth, který ji přestěhoval do USA.
Pod značkou Smirnoff se vyrábí a prodává několik různých druhů vodky, ale také ovocné a slazené nápoje s malým obsahem alkoholu (alkopop). Roku 2012 firma vyrobila asi 230 milionů litrů alkoholických nápojů.